# Antagonista da dopamina
Os antagonistas da dopamina ou antidopaminérgicos são uma classe de fármacos que bloqueiam os receptores de dopamina pelo antagonismo dos receptores. A maioria dos antipsicóticos são antagonistas da dopamina e, como tal, encontraram uso no tratamento de esquizofrenia, transtorno bipolar e psicose de estimulante. Outros antagonistas da dopamina são antieméticos utilizados no tratamento de náuseas e vômitos.